# Portia schultzi
Portia schultzi là một loài nhện trong họ Salticidae.
Loài này thuộc chi Portia. Portia schultzi được Ferdinand Karsch miêu tả năm 1878.

## Hình ảnh

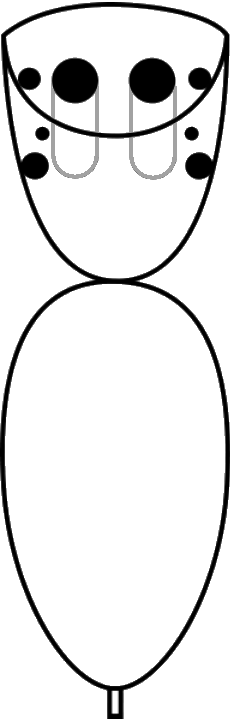